# Hirschbichel
Der Hirschbichel ist ein 1935 m hoher Berg in den Ammergauer Alpen in Bayern.
Der Gipfel ist als einfache Bergwanderung von Garmisch über die Stepbergalm zu erreichen. 